# ソニー HF
HF（エイチエフ）は、ソニー（現・ソニーグループ）が1970年（昭和45年）9月から1978年（昭和53年）8月まで販売された音楽録音用コンパクトカセットテープ、および1983年（昭和58年）9月から2015年（平成27年）3月まで販売していた音楽録音・一般録音兼用コンパクトカセットテープの商標・商品名、またはそのシリーズの商標。HFはHIGH FIDELITYの略である。2025年（令和7年）現在における一連の日本メーカー製のカセットテープの商標としては通算45年と、最も息の長かった商標でもあった。
また、本項では便宜上、以下の製品についても記述する。
- HF-S（1984年 - 1992年まで発売された音楽録音専用ノーマルポジション用コンパクトカセットテープ）
- HF-X（1985年 - 1991年まで発売された音楽録音専用ノーマルポジション用コンパクトカセットテープ）
- HF-ES（1984年 - 1991年まで発売された音楽録音専用上級ノーマルポジション用コンパクトカセットテープ）
- HF-Pro（1985年 - 1991年まで発売された音楽録音専用最上級ノーマルポジション用コンパクトカセットテープ）
- HF II（1994年 - 1996年まで発売された音楽録音専用最下級ハイポジション用コンパクトカセットテープ）

## HF（2代目以前、1970年 - 1978年）
1970年代初頭、既に商品化されていた音楽録音用LH（Low Noise High-Output）グレードのノーマルポジション用コンパクトカセットテープである東京電気化学工業（現：TDK）の「SD」、および日立マクセル（現：マクセル）の「UD」に対抗すべく、1970年（昭和45年）9月にソニー初の音楽録音用LHグレードのノーマルポジション用コンパクトカセットテープとして開発・発売された。発売当初の商品名は「Hi-Fi」だったが、1972年（昭和47年）4月より本来の商品名に改められた。ヘマタイトを基本に微粒子化された磁性体（ガンマヘマタイト）を採用し、高密度均一分散させることによりLNグレード用ノーマルポジション用コンパクトカセットテープに対し、ある程度ヒスノイズが低減されている。また、磁性面の鏡面処理化、およびハブ、ガイドローラーの真円度の高精度化によりヘッドタッチやテープ走行性を安定させ、この当時製品化され、普及し始めていたドルビーノイズリダクション（ドルビーBタイプNR）を搭載したごく一部のレコーダー（カセットデッキ）での使用に最適とされていた。1973年（昭和48年）6月に同社の音楽録音専用フェリクロム（Fe-Cr）ポジション用コンパクトカセットテープ「Duad」（デュアド）の発売に併せる形で初の全面改良を実施した。1978年（昭和53年）9月、HFが第2期シリーズへ移行し、AHF・BHF・CHF・JHFに発展・細分化したのに伴い、本来のHFの商標は後述する3代目HFの登場まで一旦休止となった。

## HF（3代目以降、1983年 - 2010年、2012年 - 2015年）
1983年（昭和58年）9月に従来のCHFの後継かつ、ノーマルポジションの第3期HFシリーズ（HF、HF-S、HF-X、HF-ES、HF-PRO）の第1弾として先行発売された。LN（Low Noise）グレード一点張りだったCHFやその先代に当たるLow Noise（LN）に対し、当初から低級クラスのLH（Low-class Low Noise High-Output、LLH）グレードとして位置づけられていた。透明なスリップシートのDPⅡメカ、およびスモーク処理されたシースルーハーフが用いられ、このクラスとしては走行性能とカセットハーフの組付精度が至って良好なのが特徴である。なお、このハーフは性能と信頼性を買われてCBS・ソニーからリリースされたミュージックカセットテープにも一時的に採用された。オールラウンドカセットとなっており、音楽・カラオケ・会話（会議）・語学録音兼用とされている。また自社製造時代末期にはカセットハーフの接合にネジを全く使用しない超音波溶着が採用されていた（ただし後述するOEM供給後の製品は再びネジ止め式カセットハーフに回帰）。生産元は日本の他、タイ、アメリカ、フランス、韓国など点々としていた。
- Pケース…1990年代中期ごろまではPケース、ラウンドPケースを使用していたが、その後スリムケースとなっている。販売末期はOEMの関係で（後述）ラウンドPケースに回帰している。
- OEM供給…HFは2012年（平成24年）より日立マクセル（現・マクセル）製の3代目UL（2012年 - 2019年）[4]のOEMとして2015年3月まで販売されていた。OEM元同様、インドネシアで製造されており、2011年の夏から秋にかけて発生したタイにおける大洪水で競合メーカーの米国イメーション（TDKブランド含む。現：韓オージン社）同様、ソニーの磁気テープ製造工場が水害による甚大な被害を受け操業停止、および製造停止になったのが最大の理由とみられる。
- HFと同じテープを使用した派生製品としてA・la?46（アラ?46）やGokkigen46!!（ゴッキゲン46）等が存在していた。
- ソニーのラジオカセット、テレコ、カセットウォークマンはHFがリファレンステープとなっていた（製品によっては前モデルのBHFとなっていた）。

## HF-S （1984年 - 1992年）
1984年1月に同社から2代目BHF（1982年 - 1984年）の後継となる音楽録音専用ノーマルポジションテープとして発売された。新開発の超微粒子磁性体スーパークリスタルガンマを採用。その後、2度に渡り改良が実施された（1987年・1990年）が、CDixIやX・Iに吸収される形で1992年までに販売終了となった。また、初代HF-Sの派生製品としてWhat's up?（ホワッツ・アップ）やWalkmanⅡ（ウォークマンツー）等が存在していた。

## HF-X （1985年 - 1991年）
1985年10月に既存のHF-SとHF-ESの中間のポジションを担う音楽録音専用ノーマルポジションテープとして発売された。磁性体の性能は上記のHF-Sと同等だったが磁気テープのバインダーの充填密度をより高度化しMOL特性を向上させたのが特徴。発売当初の標準価格（希望小売価格）はHF-Sとほぼ同一の価格に設定されていたが、後にHF-Sがリニューアルに伴い、価格を更に引き下げたため名実共にHF-Sの上位製品となった、その後、2度に渡り改良が実施された（1987年・1989年）が、初代X・Iに吸収される形で1991年末までに販売終了となった。また、2代目HF-Xの派生製品としてEXIST（イグジスト）が存在していた。

## HF-ES （1984年 - 1991年）
1984年10月に同社から2代目AHF（1983年 - 1984年）の後継となる音楽録音専用高性能ノーマルポジションテープとして発売された。新開発の高性能超微粒子磁性体シングルクリスタルガンマを採用し上級クラスのハイポジションテープに迫る性能を持っていたのが特徴。その後、2度に渡り改良が実施された（1986年・1988年）が、1991年5月に発売された初代ES・Iに吸収される形でそのまま販売終了となった。

## HF-Pro (1985年 - 1991年)
1985年2月に同社からノーマルポジションテープの最高級グレードとして発売された。1984年10月に先行発売された初代HF-ESを基に、カセットハーフには振動対策・変調ノイズ低減対策のためのセラミックガイドが搭載されている。初代HF-Proの標準価格は46分用の場合、600円となっていた。この当時のHFの60分用の標準価格が420円であるため、ノーマルポジション用テープとしては上記のHF-ESより更に高額な商品として扱われていた。その後、2度に渡り改良が実施された（1986年・1988年）が上記のHF-ES同様、初代ES・Iに吸収される形でそのまま販売終了となった。

## HF II （1994年 - 1996年）
1994年（平成6年）9月に同社のハイポジションのボトムレンジ（最底辺クラス）を担う商品として発売された。HFシリーズとしてのハイポジションテープとしては1978年（昭和53年）9月から1982年（昭和57年）1月まで発売されていたJHF以来、約13年ぶりに投入された商品であり、基本的にCDix2やX IIより1ランク下のグレードにあたるテープだったが、発売開始当初から販売実績が思いのほか振るわず、それを理由にHF IIと同じテープを使用したCDix2やGIG-2、G-up等に後を託す形で1996年（平成8年）3月を以って販売終了となった。生産に関しては日本のほか、アメリカが存在した。